# Blanka (Navarra)

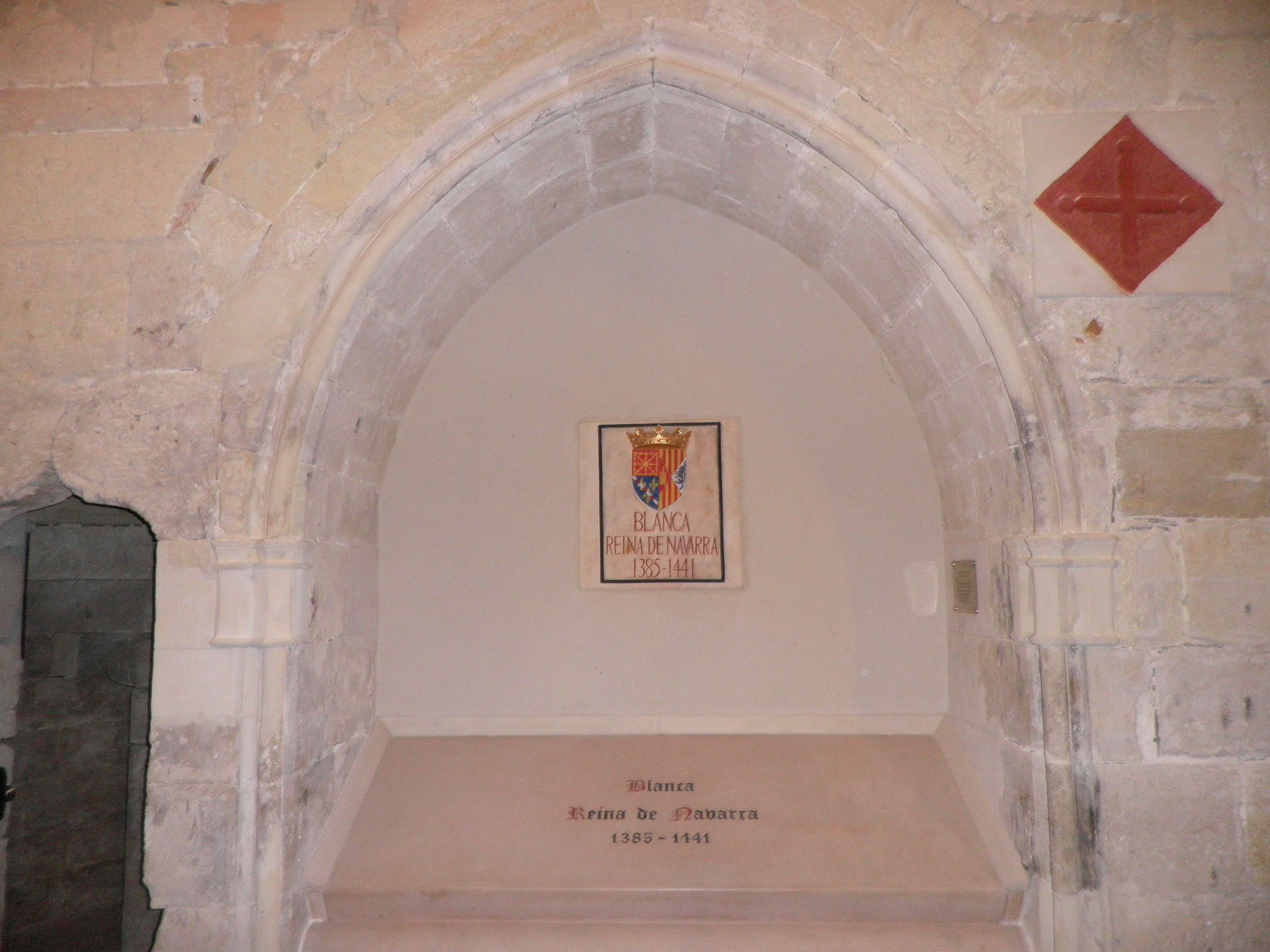
Das Grab der Königin Blanka von Navarra in der Kirche des ehemaligen Dominikanerklosters Santa María la Real de Nieva

Blanka von Navarra (* 6. Juli 1387; † 1. April 1441 in Santa María la Real de Nieva, Kastilien) war von 1425 bis 1441 Königin von Navarra. 

## Leben
Blanka war die Tochter von König Karl III. von Navarra und der Eleonore von Kastilien.
Sie heiratete 1402 in erster Ehe Martin I. den Jungen, König von Sizilien, Sohn und Erbe von Martin I. von Aragonien. Blanka war dadurch Königin von Sizilien; die Ehe blieb kinderlos. Nach dem Tod Martins im Jahr 1409 wurde sie zur Regentin von Sizilien ernannt.
1420 heiratete Blanka in zweiter Ehe Johann von Aragón, den zweiten Sohn König Ferdinands I., der durch diese Ehe als Johann II. König von Navarra und 1458 durch den Tod seines älteren Bruders Alfons V. auch König von Aragón wurde.
Nach ihrem Tod behielt Johann das Königreich Navarra, ohne dazu ein Recht zu haben, und überging dabei die rechtmäßigen Erben, ihre gemeinsamen Kinder:
- Karl von Viana (1421–1461), genannt Karl IV.
- Blanka von Aragón (1424–1464), genannt Blanka II.
- Eleonore von Navarra (1425–1479), Königin von Navarra.